# Megistophylla sumatrana
Megistophylla sumatrana är en skalbaggsart som beskrevs av Moser 1913. Megistophylla sumatrana ingår i släktet Megistophylla och familjen Melolonthidae. Inga underarter finns listade i Catalogue of Life.